# Apollo/Skylab A7L

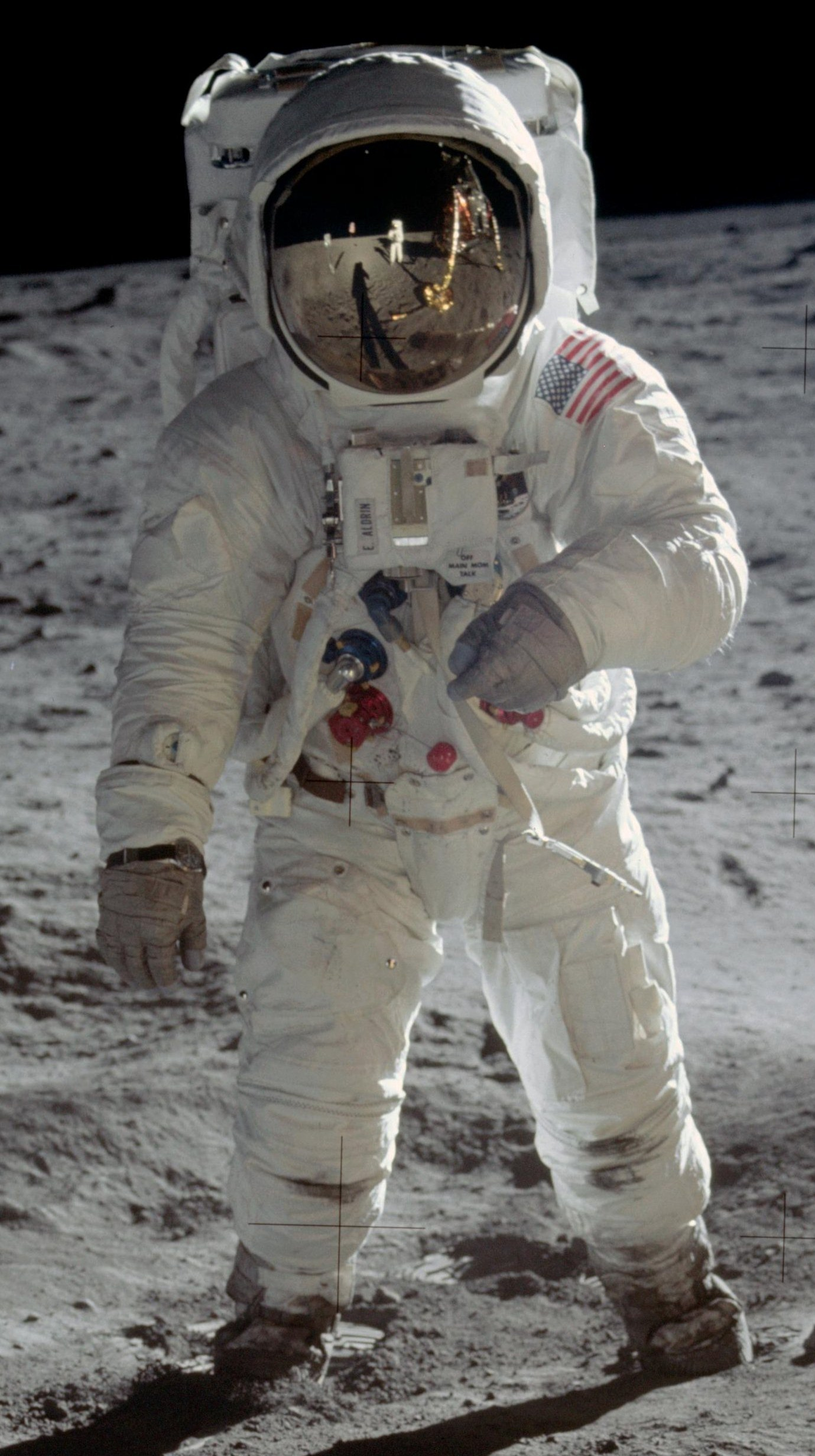
Buzz Aldrin indossa la A7L durante la sua permanenza sulla Luna durante la missione Apollo 11.

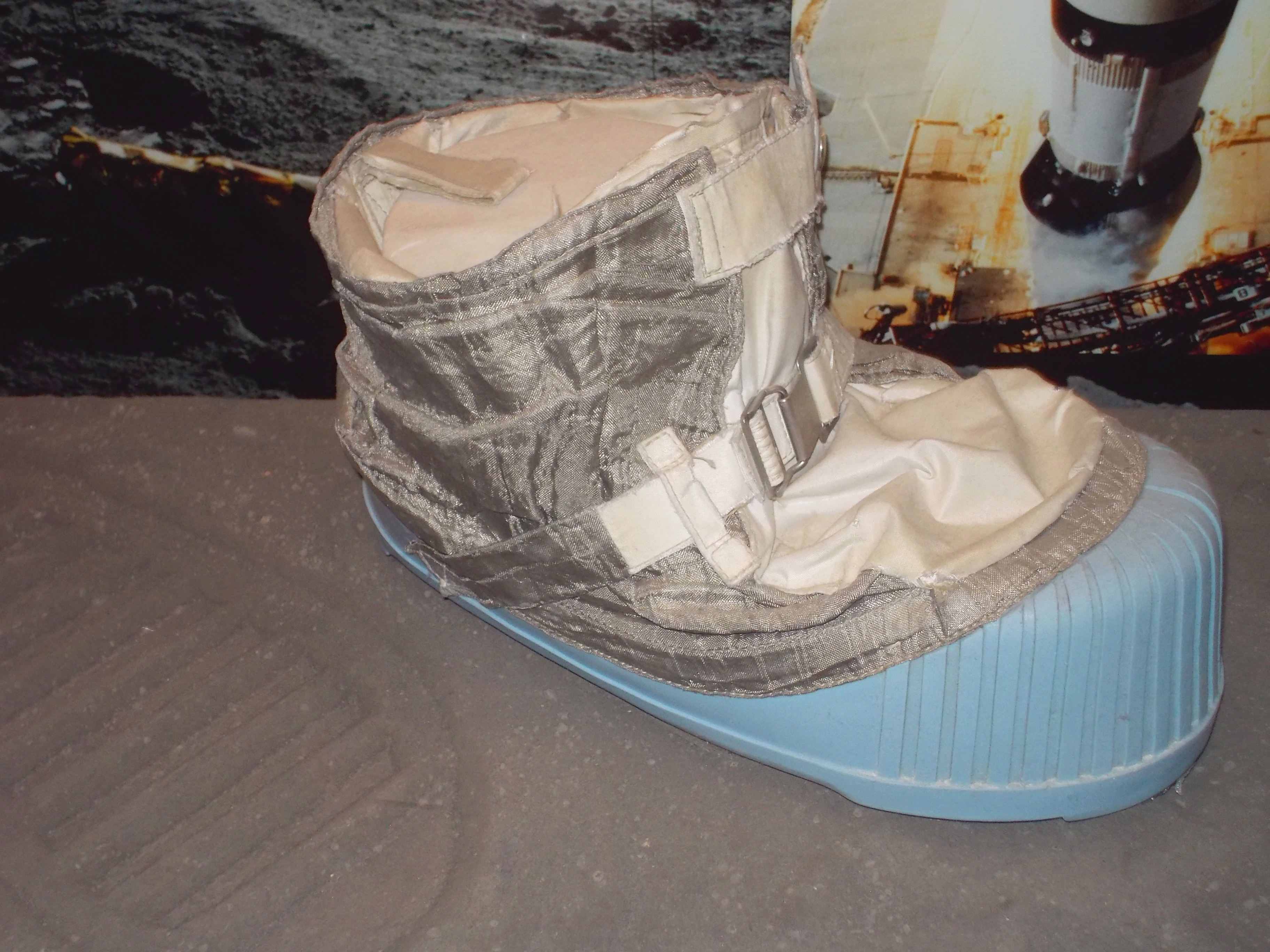
Scarpone usato per le escursioni sulla superficie lunare durante le missioni Apollo

L'Apollo/Skylab A7L è stata una tuta spaziale pressurizzata indossata dagli astronauti della NASA durante il programma Apollo, i tre voli con equipaggio dello Skylab e per l'Apollo-Soyuz Test Project tra il 1968 e il 1975. La denominazione "A7L" deriva dalla A di Apollo (il nome del programma), 7 per essere il settimo modello progettato dalla industria ILC di Dover.
L'A7L è una evoluzione del design di A5L e A6L. L'A5L era il progetto iniziale, mentre nella A6L venne introdotto lo strato di copertura integrata termico e di protezione contro le micrometeoriti. Dopo Apollo 1, la tuta è stata aggiornata rendendola a prova di fuoco e gli è stata data la denominazione A7L.